# جوكر (بطاقة لعب)

بطاقة جوكر.

الجوكر أو المَزّاح هي ورقة لعب توجد في أغلب بطاقات اللعب عادة هناك ورقتين علهيا رسوم واحدة بيضاء وواحدة حمراء. بطاقة الجوكر قد تكون مفيدة جداً أو سيئة جداً حسب اللعبة ويلزم خبرة محددة وتكون نقاطك 51 حتي تتمكن من النجاح